# Villers-devant-Dun
Villers-devant-Dun é uma comuna francesa na região administrativa de Grande Leste, no departamento de Meuse. Estende-se por uma área de 7,97 km². Em 2010 a comuna tinha 56 habitantes (densidade: 7 hab./km²).